# Los Acosta
Los Acosta es una banda del género grupero mexicano fundado en el año 1979, y originario de la ciudad de San Luis Potosí, San Luis Potosí, México.

## Historia
El 10 de mayo de 1979 nacen Los Acosta en un festival organizado por un periódico local de San Luis Potosí organizado en la alameda central del Distrito Federal, bajo el nombre de Hermanos Acosta, tocando covers nacionales e internacionales.
Del año 1979 a 1986 sufren varias modificaciones tanto de elementos como de nombre incluyendo voces femeninas, metales, etc. Varias grabaciones independientes en busca de un estilo y aprendizaje musical estudiando música, solfeo y ejecución de sus instrumentos preparándose para un éxito futuro sin perder la fe y esperanza de triunfar algún día en el difícil mundo de la música.
En el año 1986 llega una gran oportunidad, los contrata el Sr. Guillermo Acosta Segura, dueño de Discos Gas, grabando dos Long Play para esta compañía naciendo así el nombre definitivo de Los Acosta.
En 1988 los descubre el sr. Héctor Manuel Maho y los lleva a discos Peerless como un gran descubrimiento de la música popular grabando 8 discos en esta compañía de los cuales se desprenden varios éxitos en los primeros lugares de popularidad en la radio y ventas. Se presentan en los programas más importantes de la televisión Mexicana y Estados Unidos.
Entre los éxitos que surgieron de estas anteriores producciones son: Tonto corazón,  Una chica esta llorando, Sin razón,  Borracho de tristeza, Voy a pintar un corazón, En cada esquina de mi barrio, etc., recibiendo diferentes premios y reconocimientos entre ellos discos de oro, platino y diamante por sus altas ventas.
En 1995 cambian de compañía y firman por 5 años en Disa y colocan nuevamente varios éxitos entre ellos: Como una novela, Los chicos de la banda, Tiene apenas 16, Contra el dragón, Deja una rosa en tu balcón, Como un pajarillo y varios más.
Presentándose también en los mejores programas de televisión de México y Estados Unidos, grabando diversos vídeos y recibiendo múltiples premios y más reconocimientos entre ellos discos de oro y platino.
En el año 2000 firman para Fonovisa Records nuevamente colocando diversos éxitos entre ellos; Palabras, Un rayo de sol, Amores que, engañan, Los pobres van al cielo, etc. Graban disco en vivo en Dallas, Texas. Para este sello y se edita un DVD. Para esta compañía graban por 10 años y entregan 10 discos con innumerables éxitos.
Son nominados al Grammy en dos ocasiones, en 2006 por el álbum "Amor y delirio" y en 2007 por el álbum "Siluetas".
En el año 2012 crean su propio estudio y su propia compañía de discos, graban diferentes temas tales como Cruel engaño, Tú no lo sabes y Me llamas para despedirte, innovando y reinventándose con temas de su autoría como ya es costumbre de Ernesto Acosta y Ricardo Acosta y lanzando los dos primeros temas mencionados en dos versiones, español e inglés.
Los Acosta son los primeros artistas mexicanos que han ofrecido al público, descargar la producción completa gratuitamente a través de la página oficial: www.losacosta.mx.
En el año 2016 al parecer encuentran el camino del éxito actual, graban innovando en el ritmo, composición y letras.
El género lo denominan en esta nueva producción titulada XXV, como “Música Social”.
La cual contiene diez temas inéditos: Que seas feliz con el, Volverás, Un día más sin verte, Yo lo comprendo, Río rebelde, Te amo, Donde el corazón me lleve, Tu muñeco, Si ya no te vuelvo a ver y No, ellos han logrado captar, con su historial musical y la nueva etapa con temas inéditos y frescos, público de todas las edades, de muchos países, de todos los continentes y cada día logran obtener más y más seguidores.
Ricardo Acosta y Ernesto Acosta siguen siendo los autores y compositores de estos nuevos temas que están siendo bastante novedosos y exitosos, ya que son compositores de la vieja escuela, demostrando nuevamente ser muy prolíficos, además siendo autores y compositores de alrededor del 85% de los éxitos que han tenido a lo largo de su discografía, corriendo de igual manera para Los Acosta, la responsabilidad de los arreglos, las ejecuciones, la mezcla, la producción; y todos realizados, grabados, mezclados y masterizados en su propio estudio, que lleva por nombre “Estudio Los Acosta”, y bajo su propio sello discográfico “Audiovisa Records”.
El 25 de agosto de 2018 a través de un comunicado, el grupo Los Acosta informó que Héctor Ojeda, guitarrista del conjunto, murió por causas naturales, ellos anunciaron que el deceso ocurrió el día viernes 24 de agosto en California, Estados Unidos, durante la gira que presentaban en la Unión Americana.
Actualmente siguen produciendo e innovando nuevos temas como: A partir de hoy, Olvida ese amor, Bienvenidos al club, Mi última llamada, El beso del olvido, Una chica sin alma y Yo te lloré que son parte de su álbum XXVI grabado entre 2017 y 2019, la mayor novedad de su álbum ha sido la nueva versión de su gran éxito «Tonto Corazón» en versión sonidera. Es importante mencionar qué es el único grupo que permanece unido con sus integrantes originales a pesar de las adversidades que su misma carrera artística conlleva.  
En el mes de marzo de 2020 lanzan polémico tema titulado La vida de un gay de su próximo álbum.
A finales de abril de 2021 dan a conocer su más reciente álbum titulado "Corazones Solitarios", el cual ha sido bien aceptado por su público y escuchado por las nuevas generaciones. En esta producción retoman el estilo que los ha caracterizado a lo largo de más de 30 años de carrera artística.

## Discografía

### ComoShow Acosta
- La estación del amor (1984) primera producción discográfica en la carrera musical grabado para discos RCA VICTOR

### ComoLos Acosta
- Te quiero (1985) (primer disco en Discos Gas)
- Te amo tanto (1987) (último disco en Discos Gas)
- Igual que yo (1988) (primer disco de Peerless)
- Siempre te recordaré (1989)
- Tonto corazón (1990)
- Una chica está llorando (1991)
- Historias de Amor (1992)
- En cada esquina de mi barrio (1993)
- Vivencias (1994) (último disco de Peerless)
- Intimidades (1995) (primer disco en Disa)
- Raíces (1996) (disco de Peerless, lanzado después de la salida del grupo)
- Los sonidos de su espíritu (1997)
- Hasta la eternidad (1998)
- Volando en una nave triste (1999)
- Los caballeros de la noche (2000) (último disco en Disa)
- Nómadas (2000) (primer disco en Fonovisa)
- Enfermos de amor (2001)
- Nostalgias (2003)
- Ayer, hoy y siempre (2003)
- Ritmo y sentimiento (2004)
- Amor y delirio (2005)
- En Vivo (2005)
- Siluetas (2006)
- Evolución (2008)
- Pinta mi mundo (2009) (último disco en Fonovisa)
- XXIV (2012) (primer disco en Audiovisa Records)
- XXV Música social (2016)
- XXVI (2019)
- Corazones solitarios (2021)
- Ahí les va eso (2023)